# Libanon az 1996. évi nyári olimpiai játékokon
Libanon az egyesült államokbeli Atlantában megrendezett 1996. évi nyári olimpiai játékok egyik részt vevő nemzete volt. Az országot az olimpián 1 sportágban 1 sportoló képviselte, aki érmet nem szerzett.

## Asztalitenisz
Női
| Versenyző      | Versenyszám | Csoportkör                                                                             | Csoportkör | Nyolcaddöntő      | Negyeddöntő       | Elődöntő          | Döntő             | Helyezés |
| Versenyző      | Versenyszám | Ellenfél Eredmény                                                                      | Hely.      | Ellenfél Eredmény | Ellenfél Eredmény | Ellenfél Eredmény | Ellenfél Eredmény | Helyezés |
| -------------- | ----------- | -------------------------------------------------------------------------------------- | ---------- | ----------------- | ----------------- | ----------------- | ----------------- | -------- |
| Láríssza Suajb | Egyes       | C csoport · Csen Csing (TPE) · 0:2 · Chunli Li (NZL) · 0:2 · Alessia Arisi (ITA) · 0:2 | 4.         | kiesett           | kiesett           | kiesett           | kiesett           | 49.      |